# Андрушевские
Андрушевские (пол. Andruszewski) — дворянский род.
Потомство Николая Андрушевского (XVIII в.).

## Описание герба
В зелёном поле двойная стрела, сопровождаемая снизу тремя полосами, книзу меньше.
Щит увенчан дворянскими шлемом и короной. Нашлемник: три страусовых пера. Намёт на щите зелёный, подложенный серебром.